# Paroy-sur-Saulx
Paroy-sur-Saulx là một xã thuộc tỉnh Haute-Marne trong vùng Grand Est đông bắc nước Pháp. Xã này nằm ở khu vực có độ cao trung bình 283 mét trên mực nước biển.